# Помытко, Владимир Николаевич
Владимир Николаевич Помытко (5 октября 1925 — 17 июля 2005) — доктор сельскохозяйственных наук (1981), профессор (1983), член-корреспондент РАСХН (1993).
Видный ученый в области технологии промышленного производства крольчатины и интенсивных технологий производства шкурок для всех видов пушных зверей.

## Биография
Родился в 1925 году в с. Изобильное Ставропольского края.
Участник Великой Отечественной войны.
Окончил зоотехнический факультет Ставропольский СХИ (1953).
Работал старшим зоотехником (1953–1954) совхоза «Гиагинский», главным зоотехником (1954—1957) совхоза «Лиманный», директором (1957–1959) совхоза “Енотаевский”. Первый зам. министра Калмыцкой АССР (1959–1961), директор (1961–1962) республиканского треста совхозов Калмыкии. Директор (1962–1963) Калмыцкой опытной станции.
Начальник Управления науки по животноводству (1963–1970), одновременно зам. начальника Главка науки МСХ РСФСР.
Директор (1970–1995), главный научный сотрудник (с 1995 г.) НИИ пушного звероводства и кролиководства им. В.А. Афанасьева.
Является руководителем и одним из создателей технологии производства шкурок норок; производства мяса кроликов на промышленной основе, составными частями которой являются: зоогигиенические требования и микроклимат помещений, кормление кроликов, подготовка кормов к скармливанию; способа искусственного осеменения пушных зверей. Один из авторов рекомендаций по клеточному разведению европейского сурка, внедряемых в производство в настоящее время.

## Награды и премии
Награжден орденами «Знак Почета» (1959), Трудового Красного Знамени (1975), Отечественной войны II степени (1985), Дружбы народов (1986), 8 медалями СССР и РФ, почетным дипломом Зверопрома РСФСР (1985). Заслуженный деятель науки РСФСР.

## Труды
Опубликовано около 200 научных трудов, в том числе 22 книги и брошюры. Ряд трудов опубликован за рубежом. Имеет 12 авторских свидетельств на изобретения.
- Производство мяса кроликов / Соавт. Н.С. Зусман. — М.: Колос, 1971 г.
- Учебная книга кролиководства: Для подгот. рабочих в сел. проф.-техн. училищах и непосредственно на пр-вах / Соавт. Н.С. Зусман. 1972 г.
- Кролиководство / соавт: Н.С. Зусман и др.1975 г.
- Зоотехнические основы промышленного кролиководства, 1984 г.
- Технология производства шкурок норок: (наставление) / соавт.: Б.Ф. Веревкин и др., 1985 г.